# Gerda Ryselin
Irma Gerda Emilia Ryselin, född 21 juni 1909 i Tammerfors, död 20 april 1990 i Helsingfors, var en finländsk skådespelare. Hennes svåger var skådespelaren Yrjö Ikonen.

## Biografi
Ryselin var dotter till överingenjören Gustaf Werner Ryselin och Emma von Schantz. Hon inledde sina musikstudier vid konservatoriet 1928, varifrån hon sedan lockades till teatern och påbörjade sina studier vid Helsingfors Svenska Teaterns elevskola 1931. 1933 anställdes hon vid Åbo Svenska Teater. Även hennes nyblivne man, Kurt Londén, anställdes vid teatern. Makarna flyttade till Åbo, men återvände till Helsingfors redan året därpå. Ryselin anställdes vid Svenska teatern, men Londén lämnade snart teaterlivet för att engagera sig i musiken. Även Ryselin fortsatte sina musikstudier vid sidan om teatern. 1937 gjorde hon en studieresa till London, Paris och Berlin. Med undantag från året i Åbo och gästspel på Oscarsteatern i Stockholm 1945-46 var Ryselin fast bunden till Svenska teatern.
1957 tilldelades Ryselin Pro Finlandia-medaljen.

## Filmografi[4]
- Det susar i nordanskog, 1939
- Suopursu kukkii, 1947
- Olin nahjuksen vaimo, 1961
- Älä nuolase..., 1962
- Daniel Hjort, 1962
- Hanski, 1968
- Här under polstjärnan, 1968
- Tilapää, 1970
- Magdaleena ja maailman lapset, 1971
- Peukaloisen seikkailut, 1973
- Hänen olivat linnut, 1976
- Malenas jul, 1978
- Herrskapet Boxboms utfärd, 1980
- Den förtrollade vägen, 1986
- Annan ja Vasilin rakkaus, 1988
- Tjurens år, 1989

## Teater

### Roller (ej komplett)
| År   | Roll              | Produktion                                         | Regi        | Teater                       |
| ---- | ----------------- | -------------------------------------------------- | ----------- | ---------------------------- |
| 1938 | Fru de Ventimille | Madame Sans-Gêne Victorien Sardou och Émile Moreau | Mia Backman | Svenska Teatern, Helsingfors |